# 愛的漣漪
《愛的漣漪》（羅馬化：Oum Ruk），由提拉德·翁蓬班和安·通巴頌领衔主演，為泰國3台於2006年7月25日起每周一至周二晚上8时30分播出的泰国浪漫爱情喜剧。由于劇本與主角的演技備受好評，因而獲得了泰國電視圈史上最高的收視，大結局收视率飆破36%，成功打破1994年《金星》締造的收視率记录，成为泰國的國民劇。此外，此剧主演提拉德·翁蓬班和安·通巴頌囊括了許多獎項。
2012年，中国安徽卫视引进此剧并通过独播剧场播出。

## 演員陣容
- 安·通巴頌 飾演 娜帕，女明星（Napat）
- 提拉德·翁蓬班 飾演 立城，摄影师（Rachen）